# کوکر (سرده)
پتروکلس(نام علمی: Pterocles) یک سرده از تیره کوکر است که شامل ۱۴ گونه می‌شود.

## گونه ها
- باقرقره شکم‌سفید,  P. alchata
- کوکر ناماکوا, P. namaqua
- باقرقره شکم‌بلوطی, P. exustus
- باقرقره خال‌دار, P. senegallus
- باقرقره شکم سیاه, P. orientalis
- باقرقره گندمی, P. coronatus
- کوکر گلوزرد, P. gutturalis
- کوکر برشل, P. burchelli
- کوکر ماداگاسکاری, P. personatus
- باقرقره صورت سیاه, P. decoratus
- باقرقره راه‌راه, P. lichtensteinii
- کوکر دوخطی, P. bicinctus
- کوکر رنگین, P. indicus
- کوکر چهارخطی, P. quadricinctus